# سعود أبو صليب
سعود سعد مخيط أبو صليب المطيري (8 يونيو 1967 -)؛ نائب سابق في مجلس الأمة الكويتي

## حياته
سعود أبو صليب حاصل على درجة البكالوريوس في العلوم الشرطية ـ ضابط برتبة عميد في وزارة الداخلية، ترشح لأول مرة لانتخابات مجلس الأمة الكويتي مجلس 2016 وخسر الانتخابات، بينما فاز في انتخابات مجلس الأمة الكويتي 2020 عن الدائرة الرابعة وحصل على 5,100 صوت وجاء في المركز الخامس.

## أبرز مواقفه في مجلس الأمة

### مجلس الأمة 2020
| استجواب الوزير حمد جابر العلي (يناير 2022)    | ضد الاستجواب |
| استجواب الوزير أحمد ناصر الصباح (فبراير 2022) | ضد الاستجواب |
| استجواب الوزير علي حسين الموسى (مارس 2022)    | مع الاستجواب |